# 정지 표지판

대한민국의 정지 표지판

조선민주주의인민공화국의 정지 표지판

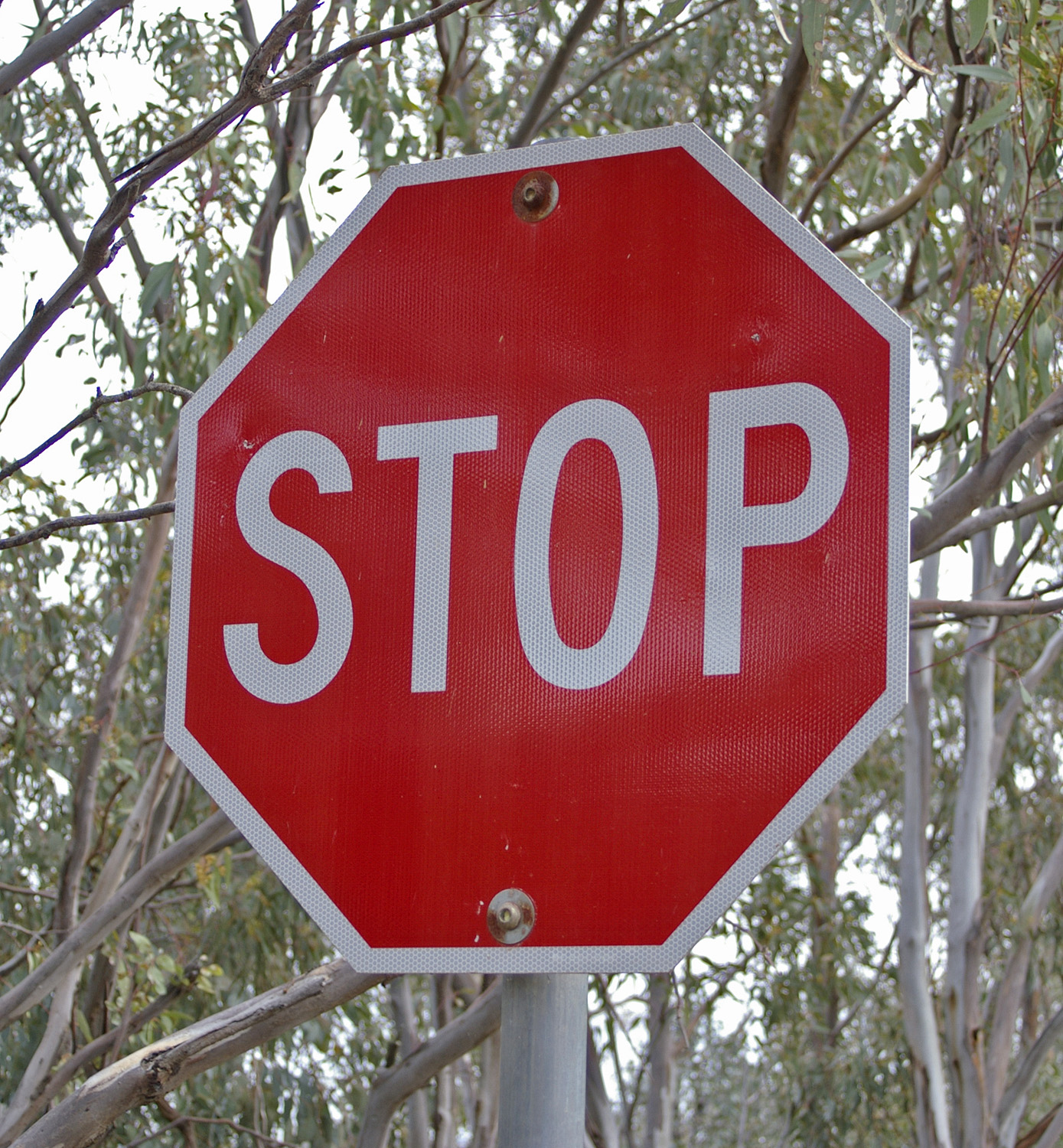
오스트레일리아의 정지 표지판

정지 표지판 또는 스톱 사인(stop sign)은 운전자에게 완전히 정지해야 함을 알리고 표지판을 지나기 전에 교차로에 차량과 보행자가 안전하게 없는지 확인하기 위해 설계된 교통 표지판이다. 많은 국가에서 표지판은 빨간색 팔각형에 STOP이라는 단어가 영어나 특정 국가의 언어로 흰색이나 노란색으로 표시되어 있다. 도로표지 및 신호에 관한 빈 협약에서는 대체 버전도 허용한다. 즉, 흰색 또는 노란색 배경에 빨간색 역삼각형이 있는 빨간색 원과 검정색 또는 진한 파란색 STOP이 표시된다. 일부 국가에서는 일본의 역빨간 삼각형 정지 신호와 같은 다른 유형을 사용할 수도 있다. 외관, 설치 및 표지판 준수에 관한 특정 규정은 일부 관할권에 따라 다르다. 대한민국에서는 정지, 북한에서는 섯이라는 표기를 사용한다.

## 같이 보기
- 교통안전
- 회전교차로
- 교통량
- 교통심리학
- 양보 표지